# Санта-Елена-фуори-Порта-Пренестина (титулярная диакония)
Санта-Елена-фуори-Порта-Пренестина — титулярная церковь была создана Папой Иоанном Павлом II 3 мая 1985 года.. Титулярная диакония принадлежит церкви Санта-Елена-фуори-Порта-Пренестина, расположенной в квартале Рима Пренестино-Лабикано, на виа Казилина, на месте прихода, построенного в 1914 году.

## Список кардиналов-дьяконов и кардиналов-священников титулярной диаконии Санта-Елена-фуори-Порта-Пренестина
- Эдуар Ганьон, P.S.S. — (25 мая 1985 — 29 января 1996, назначен кардиналом-священником Сан-Марчелло);
- Пётр Пореку Дери — (24 марта 2006 — 6 марта 2008, до смерти);
- Жуан Брас ди Авис — (18 февраля 2012 — 4 марта 2022), титулярная диакония pro hac vice (4 марта 2022 — по настоящее время).